# Nagato Yuki-chan no Shōshitsu
Nagato Yuki-chan no Shōshitsu (яп. 長門有希ちゃんの消失, укр. Зникнення Наґато Юкі-чян) — манґа, написана та ілюстрована Puyo. Ця манґа є спінофом ранобе Haruhi Suzumiya, сюжет якої відбувається в альтернативному всесвіті, зображеному в четвертому томі ранобе та в однойменному фільмі, Зникнення Судзумії Харухі, зробленому по цьому тому. Манґа публікувалась у журналі Young Ace видавництва Kadokawa Shoten з липня 2009 по серпень 2016. Також є аніме-адаптація у 16 епізодів, зроблена студією Satelight, що виходила з квітня по липень 2015, і OVA-епізод, випущений у жовтні 2015.

## Сюжет
Сетинг манґи заснований на альтернативному всесвіті, показаному у Зникненні Судзумії Харухі, у якому Судзумія Харухі не створила Бригаду SOS. Наявні й інші відхилення від оригінального всесвіту: Юкі Наґато більше не безхарактерна інопланетянка, а сором'язлива дівчина, закохана в Кьона. У цьому всесвіті вона також член літературного клубу разом зі своєю найкращою подругою Асакурою Рьоко, та вчиться в одному класі із Кьоном та Асакурою. Манга розповідає про Юкі та її друзів, та про її почуття до Кьона.

## Видання
Манґа Puyo випускалась у журналі Young Ace видання Kadokawa Shoten з 4 липня 2009 по 4 серпня 2016. Kadokawa Shoten випустила 10 томів танкобон з 4 лютого 2010 по 4 лютого 2017. У Північній Америці манґа ліцензована компанією Yen Press, що почала видавати її 24 липня 2012.

## Медіа

### Аніме
18 грудня 2013, у день, коли відбувались події Зникнення Судзумії Харухі, офіційний сайт франшизи Haruhi Suzumiya було очищено та замінено фальшивою сторінкою помилки, на якій було приховане посилання із повідомленням, що аніме-адаптація Зникнення Наґато Юкі-чян у розробці. Через рік, 18 грудня 2014, на сайті з'явилась інформація про авторів та акторів озвучки адаптації. На відміну від попередніх сезонів, над цією адаптацією працювала студія Satelight, а не Kyoto Animation. Режисером був Вада Джюн'ічі, авторкою саундтреку — Мачіда Токо, за дизайн персонажів відповідала Іто Ікуко. Озвучували персонажів ті ж самі актори, що в оригінальній адаптації. Аніме-адаптація, тривалістю у 16 епізодів, транслювалась у Японії з 3 квітня по 17 липня 2015 року. В ній було показано події перших п'яти томів манґи. BluRay-диск з OVA-епізодом вийшов у комплекті з лімітованим виданням дев'ятого тому манґи 26 жовтня 2015 року.
Ліцензію на трансляцію в Північній Америці отримала Funimation, що випускала субтитровані серії паралельно з виходом оригінальних серій у Японії. Трансляція дубляжу з такими ж акторами озвучки, як і в оригінальному дубляжі, почалась 29 травня 2015. Вступна тема — «Fure Fure Mirai» (яп. フレ降レミライ, укр. Майбутнє, що ллється) у виконанні жіночих персонажів (сейю Чіхара Мінорі, Куватані Нацуко, Ґото Юко, Юкі Мацуока, та Хірано Аї), а завершальна — «Arigatō, Daisuki» (яп. ありがとう、だいすき, укр. Дякую, кохаю тебе) у виконанні Наґато Юкі (сейю Чіхара Мінорі). Наприкінці 13 серії натомість грає акустична версія «Arigatō, Daisuki».

#### Список серій
| №   | Назва                                                                                        | Дата виходу    |  |
| --- | -------------------------------------------------------------------------------------------- | -------------- |  |
| 1   | «Цінне місце» «Taisetsu na Basho (大切な場所)»                                               | 3 квітня 2015  |  |
|     |                                                                                              |                |  |
| 2   | «Joy to the World» «Morobito Kozorite (もろびとこぞりて)»                                    | 10 квітня 2015 |  |
|     |                                                                                              |                |  |
| 3   | «Судзумія Харухі!!» «Suzumiya Haruhi!! (涼宮ハルヒ!!)»                                       | 17 квітня 2015 |  |
|     |                                                                                              |                |  |
| 4   | «Будь моєю валентинкою» «Be My Valentine»                                                    | 24 квітня 2015 |  |
|     |                                                                                              |                |  |
| 5   | «Її меланхолія» «Kanojo no Yūutsu (彼女の憂鬱)»                                              | 1 травня 2015  |  |
|     |                                                                                              |                |  |
| 6   | «Через бенто»                                                                                | 8 травня 2015  |  |
|     |                                                                                              |                |  |
| 7   | «Бажання» «Negaigoto (ねがいごと)»                                                           | 15 травня 2015 |  |
|     |                                                                                              |                |  |
| 8   | «Задуми Судзумії Харухі» «Suzumiya Haruhi no Hakarigoto (涼宮ハルヒの謀)»                    | 22 травня 2015 |  |
|     |                                                                                              |                |  |
| 9   | «Дай свою руку...» «Sono Te o... (その手を…)»                                                | 29 травня 2015 |  |
|     |                                                                                              |                |  |
| 10  | «Someday in the Rain» «Samudei in za Rein (サムデイ イン ザ レイン)»                         | 5 червня 2015  |  |
|     |                                                                                              |                |  |
| 11  | «Зникнення Наґато Юкі-чян I» «Nagato Yuki-chan no Shōshitsu I (長門有希ちゃんの消失I)»       | 12 червня 2015 |  |
|     |                                                                                              |                |  |
| 12  | «Зникнення Наґато Юкі-чян II» «Nagato Yuki-chan no Shōshitsu II (長門有希ちゃんの消失II)»    | 19 червня 2015 |  |
|     |                                                                                              |                |  |
| 13  | «Зникнення Наґато Юкі-чян III» «Nagato Yuki-chan no Shōshitsu III (長門有希ちゃんの消失III)» | 26 червня 2015 |  |
|     |                                                                                              |                |  |
| 14  | «Її заплутаність» «Kanojo no Tomadoi (彼女の戸惑い)»                                         | 3 липня 2015   |  |
|     |                                                                                              |                |  |
| 15  | «Його вагання» «Kare no Mayoi (彼の迷い)»                                                    | 10 липня 2015  |  |
|     |                                                                                              |                |  |
| 16  | «Феєрверки» «Hanabi (花火)»                                                                  | 17 липня 2015  |  |
|     |                                                                                              |                |  |
| OVA | «Нескінчені літні канікули» «Owarenai Natsuyasumi (終われない夏休み)»                        | 26 жовтня 2015 |  |
|     |                                                                                              |                |  |

## Сприйняття
Критики в цілому тепло відгукувались про аніме-адаптацію манґи. Терон Мартін з Anime News Network у своєму відгуку написав, що серіал має смішні та драматичні моменти, але йому бракує шарму оригіналу, і що першою чергою він сподобається фанатам Наґато Юкі. Аллен Муді з THEM Anime дуже високо оцінив серіал, його кмітливо складений сюжет та ніжну атмосферу, хоч і додав, що з ним дехто може не погодитись.